# Savoy Társulat
A budapesti Savoy Társulat magyar színházi csoport, amely 2019-ben kezdte meg tevékenységét kisebb musical/operettkoncertekkel, gálákkal és színházi eseményekkel. Az alapítók elkötelezettek voltak a színházi művészet iránt, és ennek jegyében mutatják be tehetségüket a színházi világban.
A Savoy Társulat tagjainak nagy része rendelkezik OKJ-s színész végzettséggel vagy éppen ilyen tanulmányokat folytat színitanodában vagy stúdióban. A Társulat fő profilja elsősorban a zenés előadások, de repertoárjukban helyet kapnak prózai és verses estek is. Fontos számukra a magyar kultúra ápolása, amit minden koncertjükön egy-egy népdal előadásával, valamint a magyar operett mint hungarikum népszerűsítésével, továbbá a klasszikus és kortárs magyar színházi művek bemutatásával is megvalósítanak. A Savoy Társulat elkötelezett abban, hogy a magyar kulturális örökséget és művészetet széles körben népszerűsítse, ezzel hozzájárulva a hazai művészeti színtér gazdagításához és a nézőközönség kulturális élményéhez.

## Korábbi bemutatók
- 2021 - Csipkerózsika (zenés fantázia)
- 2021 - Szeretném, ha szeretnének (Ady Endre-versest)
- 2021 - Nagyon-nagy író-asszony (Kaffka Margit-versest)
- 2021 - Hétre ma várom... (operettest)
- 2022 - Piroska és a farkas (zenés mesejáték)
- 2022 - A Hókirálynő legendája
- 2023 - Kár itt minden dumáért (zenés vígjáték)

## Koronázási Bál
2023-ban a Bálint Házban bemutatott mesekoncert, mely során ismert hercegnők és mesefigurák keltek életre. A rendezvény során a gyerekek és családjaik részesei lehettek egy varázslatos előadásnak. A Bálint Házban rendezett esemény emlékezetes pillanatokat teremtett, és hozzájárult a kultúra és művészet iránti érdeklődés kialakításához a fiatal generációk körében.